# I Can't Think Straight
I Can't Think Straight es una película de 2007 de romance sobre Tala, que está preparando una boda elaborada. Varios eventos causan que tenga una aventura y posteriormente se enamore con otra mujer, Leyla. La película está distribuida por Regent Releasing y fue lanzada en cines limitados en noviembre de 2008. El DVD fue lanzado el 4 de mayo de 2009. La película estuvo dirigida por Shamim Sarif y es protagonizada por Lisa Ray y Sheetal Sheth.
Las dos actrices protagonizan en otra película como lesbianas, en The World Unseen, lanzada en 2008.

## Elenco
- Lisa Ray como Tala.
- Sheetal Sheth como Leyla.
- Antonia Frering como Reema.
- Dalip Tahil como Omar.
- Nina Wadia
- Ernest Ignatius como Sam.
- Kimberly Jaraj como Zina.
- Sam Vincenti como Kareem.
- Anya Lahiri como Lamia.
- Rez Kempton como Ali.
- Daud Shah como Hani.
- Ishwar Maharaj como Sami.
- Amber Rose Revah como Yasmin.